# بلدة ثورنابل (ميشيغان)
ثورنابل (بالإنجليزية: Thornapple Township, Michigan)‏ هي بلدة تقع بولاية ميشيغان في الولايات المتحدة. تبلغ مساحتها 93.1 (كم²)، وترتفع عن سطح البحر 228 م، بلغ عدد سكانها 7884 نسمة في عام تعداد الولايات المتحدة 2010 حسب إحصاء مكتب تعداد الولايات المتحدة وتصل الكثافة السكانية فيها 86.3 نسمة/كم2.

## وصلات خارجية
- www.thornapple-twp.org
- The US50 - Cities and Towns in Michigan State
- Michigan Cities and Towns, Facts, Map, Flag, Colleges, Government, and More